# Concert per a clarinet i viola (Bruch)
El Concert per a clarinet i viola en mi menor op. 88 de Max Bruch és l'únic concert per aquests dos instruments solistes junts i una obra important en el seu repertori, així com el trio Kegelstatt de Mozart i el Marchenerzählungen de Schumann. És un treball tardà en la carrera de Bruch, de 1911, a l'edat de 73 anys, que va escriure pel seu fill Max Felix, que era clarinetista. Per ell també havia escrit anteriorment les 8 peces per a clarinet, viola i piano Op.83. Va ser escrit el mateix any que la Romança per a viola Op.85, i junt amb les 8 peces són un clar exemple de l'estil de Bruch. Va ser estrenat el 1912 per Willy Hess (viola) i Max Felix Bruch com a solistes.
L'obra segueix la tradició del concert per més d'un instrument solista establerta al Barroc i utilitzada a l'època Clàssica i Romàntica. Bruch va compondre aquesta obra i el concert per dos pianos op.88a en una línia fortament romàntica tot i ser escrits el 1911 i 1915, respectivament. Així doncs, mentre ell seguia amb aquest corrent romàntic, els seus contemporanis entraven en la dissonància i l'atonalitat, amb Schönberg i Stravinski com a referents.

## Estructura
El concert està format per tres moviments:
- Andante con moto
- Allegro Moderato
- Allegro Molto

El primer es basa en l'estructura de forma sonata tot i que la música sembla més rapsòdica del que realment és. El segon, moviment en compas de tres, no sona molt més ràpid que el primer tot i la indicació d'Allegro a causa que la melodia es mou per notes llargues. El tercer i últim comença amb les fanfàrries de l'orquestra que ja mostren el canvi de caràcter respecte als altres moviments. Hi predomina el ritme ternari i els solistes tenen motius ràpids i passatges més virtuosístics.

## Característiques
El compositor no busca contrastos entre els dos instruments solistes sinó les similituds entre ambdós, així que els mou en un registre, fraseig i dinàmica iguals.
Es poden diferenciar tres models de relació entre el clarinet i la viola:
- un solista presenta un tema i a continuació l'altre el repeteix exactament igual però transportant-lo, ambdós sols o amb el primer acompanyant el segon, entrellaçant-se, i per tant, donant un model polifònic
- model homofònic; els dos solistes es troben amb el mateix dibuix però a distància de, per exemple, tercera
- model monòdic; els dos solistes es troben en l'unisó

El mateix Bruch va fer una transcripció per a violí i viola.

## Discografia
- Bruch: Concerto for Clarinet, Viola, and Orchestra; Eight Pieces for Clarinet, Viola, and Piano; Schumann: Märchenerzählungen / Tomasso Placidi (cond.), Steven Kanoff, Paul Coletti, Hanover Radio Philharmonic / 2005 / Asv Living Era
- Bruch: Works for Clarinet and Viola; Concerto for Clarinet, Viola and Orchestra in E Minor; Eight Pieces for Clarinet, Viola and Piano; Romance for Viola and orchestra in F Major / Paul Meyer, Gérard Caussé, François-René Duchâble (piano), Kent Nagano (cond.) / 1988-1989/ Apex
- In the Borderland of Romanticism / Mats Liljefors (cond.), Dimitri Ashkenazy, Anton Kholodenko, The Baltic Symphony Orchestra / 1996 / Artemis
- The Clarinet in Concert / Alun Francis (cond.), Thea King, Nobuko Imai, London Symphony Orchestra / 1997 / Hyperion